# Lefaucheux M1858

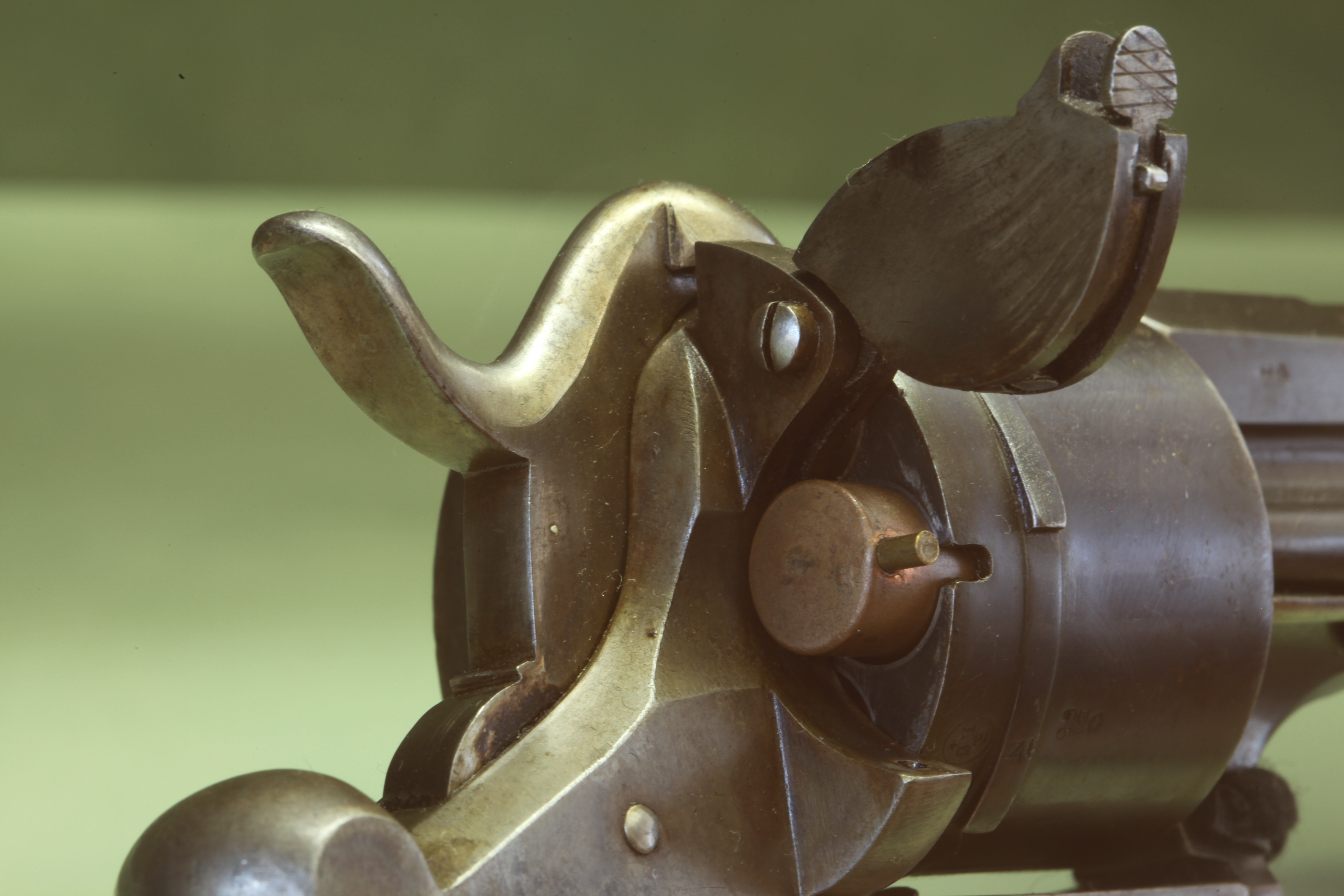
вариант револьвера Лефоше, оснащаемый шпилечным патроном

Револьверы Лефоше названы по имени французского конструктора Казимира Лефоше. Первый вариант револьвера Лефоше, оснащаемый шпилечным патроном, был принят на вооружение во Франции в 1853 г. Франция была первой в мире страной, внедрившей в своей армии револьвер.
Револьвер Лефоше образца 1858 г. оснащался восьмигранным стволом с мушкой; прицел представлял собой вырез сверху носовой части курка. Барабан с выступами, которые входят в зацепление с фиксатором барабана. При попадании патрона на одну линию со стволом фиксатор блокирует барабан. Курок можно взводить вручную.
Револьвер оснащён также стержнем-экстрактором, который поддерживается давлением пружины. Пружина предотвращает случайное попадание стержня в барабан. Оружие снабжено кольцом для ремня.
В России револьверы системы Лефоше испытывались в 1859 году в Офицерской стрелковой школе и были признаны лучшими среди производимых в то время моделей за счет своей простоты и применения унитарного патрона. Официальные поставки из-за границы начались в 1860-х годах для перевооружения нижних чинов Жандармского корпуса. У Лефоше было заказано 4500 револьверов, у бельгийского фабриканта Таннера 1600. Еще 1000 штук было изготовлено на Сестрорецком заводе. В 1871 году 500 револьверов Лефоше было заказано у тульских оружейников Гольтяковых Главным Артиллерийским управлением. Данные револьверы, хотя и не принятые официально на вооружении, было рекомендовано приобретать (наряду с другими моделями, например Кольта) офицерам за свой счёт (вместо непопулярных в войсках штатных гладкоствольных пистолетов обр.1849 года).
В начале 1870-х годов были приняты для вооружения почтальонов, сопровождающим почты. Почтовым департаментов было разослано по почтовым учреждениям более двух тысяч револьверов.